# Burggraafschap Winterrieden
Winterrieden was een tot de Zwabische Kreits behorend burggraafschap binnen het Heilige Roomse Rijk.
Winterrieden behoorde tot 1803 bij het ambt Tannheim van de abdij Ochsenhausen en kwam door paragraaf 24 van de Reichsdeputationshauptschluss van 25 februari 1803 als burggraafschap aan de graven van Sinzendorf als compensatie voor het verlies van het burggraafschap Rheineck.
Artikel 24 van de Rijnbondakte van 12 juli 1806 stelde het onder de soevereiniteit van het koninkrijk Beieren: de mediatisering.